# Paralebra
Paralebra är ett släkte av insekter. Paralebra ingår i familjen dvärgstritar.
Kladogram enligt Catalogue of Life:
| Paralebra | \| \| Paralebra decurvata \| \| \| \| \| \| Paralebra keiferi \| \| \| \| \| \| Paralebra ninettae \| \| \| \| \| \| Paralebra similis \| \| \| \| \| \| Paralebra singularis \| \| \| \| |
|           | \| \| Paralebra decurvata \| \| \| \| \| \| Paralebra keiferi \| \| \| \| \| \| Paralebra ninettae \| \| \| \| \| \| Paralebra similis \| \| \| \| \| \| Paralebra singularis \| \| \| \| |
|           | Paralebra decurvata |
|           | |
|           | Paralebra keiferi |
|           | |
|           | Paralebra ninettae |
|           | |
|           | Paralebra similis |
|           | |
|           | Paralebra singularis |
|           | |